# Sara Henckel von Donnersmarck
Sara Henckel von Donnersmarck, właściwie Sara Laura Fanny Pamela Wanda Henckel von Donnersmarck (ur. 3 lipca 1858 w Siemianowicach, zm. 4 maja 1934 w Dreźnie) – hrabianka.

## Życiorys
Urodziła się 3 lipca 1858 r. w Siemianowicach jako córka Hugona II i Wandy von Gaschin. Zmarła niezamężna 4 maja 1934 r. w Dreźnie. Pochowana została w mauzoleum rodowym przy pałacu w Krowiarkach.

## Genealogia
| Pradziadkowie                                        | hrabia Karol Henckel von Donnersmarck (1784-1813) ∞1810 hrabina Eugenia Wengersky von Ungarschütz (1790-1858) | hrabia Karol Henckel von Donnersmarck (1784-1813) ∞1810 hrabina Eugenia Wengersky von Ungarschütz (1790-1858) | ?? ∞ ??                                                                                           | ?? ∞ ??                                                                                           | hrabia Leopold Armand von Gaschin (1790-1848) ∞ hrabina Ernestyna Strachwitz von Gross-Zauche (1790-1836) | hrabia Leopold Armand von Gaschin (1790-1848) ∞ hrabina Ernestyna Strachwitz von Gross-Zauche (1790-1836) | margrabia Jan Stanisław Sumiński (1786-1839) ∞ Julia Józefa z Dąmbskich (1792-1863)               | margrabia Jan Stanisław Sumiński (1786-1839) ∞ Julia Józefa z Dąmbskich (1792-1863)               |
| Dziadkowie                                           | hrabia Hugo I Henckel von Donnersmarck (1811-1890) ∞1830 hrabina Laura von Hardenberg (1792-1847)             | hrabia Hugo I Henckel von Donnersmarck (1811-1890) ∞1830 hrabina Laura von Hardenberg (1792-1847)             | hrabia Hugo I Henckel von Donnersmarck (1811-1890) ∞1830 hrabina Laura von Hardenberg (1792-1847) | hrabia Hugo I Henckel von Donnersmarck (1811-1890) ∞1830 hrabina Laura von Hardenberg (1792-1847) | hrabia Amand von Gaschin (1815-1866) ∞1837 Franciszka Nimfa von Gaschin-Rosenberg (1817-1879)             | hrabia Amand von Gaschin (1815-1866) ∞1837 Franciszka Nimfa von Gaschin-Rosenberg (1817-1879)             | hrabia Amand von Gaschin (1815-1866) ∞1837 Franciszka Nimfa von Gaschin-Rosenberg (1817-1879)     | hrabia Amand von Gaschin (1815-1866) ∞1837 Franciszka Nimfa von Gaschin-Rosenberg (1817-1879)     |
| Rodzice                                              | hrabia Hugo II Henckel von Donnersmarck (1832-1908) ∞1856 hrabianka Wanda von Gaschin (1837–1908)             | hrabia Hugo II Henckel von Donnersmarck (1832-1908) ∞1856 hrabianka Wanda von Gaschin (1837–1908)             | hrabia Hugo II Henckel von Donnersmarck (1832-1908) ∞1856 hrabianka Wanda von Gaschin (1837–1908) | hrabia Hugo II Henckel von Donnersmarck (1832-1908) ∞1856 hrabianka Wanda von Gaschin (1837–1908) | hrabia Hugo II Henckel von Donnersmarck (1832-1908) ∞1856 hrabianka Wanda von Gaschin (1837–1908)         | hrabia Hugo II Henckel von Donnersmarck (1832-1908) ∞1856 hrabianka Wanda von Gaschin (1837–1908)         | hrabia Hugo II Henckel von Donnersmarck (1832-1908) ∞1856 hrabianka Wanda von Gaschin (1837–1908) | hrabia Hugo II Henckel von Donnersmarck (1832-1908) ∞1856 hrabianka Wanda von Gaschin (1837–1908) |
| Sara (1858–1934), hrabianka Henckel von Donnersmarck | | |                                                                                                   |                                                                                                   | | |                                                                                                   |                                                                                                   |